# 許希 (北宋)
許希（?—?），河南開封人。北宋名醫。
许屢試不中，遂學醫，擅長針灸，有“許神針”之稱，補入翰林醫學。景祐元年（1043年），宋仁宗患重病，許希“針心下包絡之間”，針刺三次。不久，仁宗病獲愈，龍體如常，賜緋衣、銀魚及金币，封許希為“翰林醫官”。官至殿中省尚药奉御。著有《神应针灸要诀》1卷，已佚。